# Abzac, Charente
Abzac är en kommun i departementet Charente i regionen Nouvelle-Aquitaine i västra Frankrike. Kommunen ligger  i kantonen Confolens-Sud som ligger i arrondissementet Confolens. År 2022 hade Abzac 513 invånare.

## Befolkningsutveckling
Antalet invånare i kommunen Abzac
Referens:INSEE